# シャギャ・アラブ

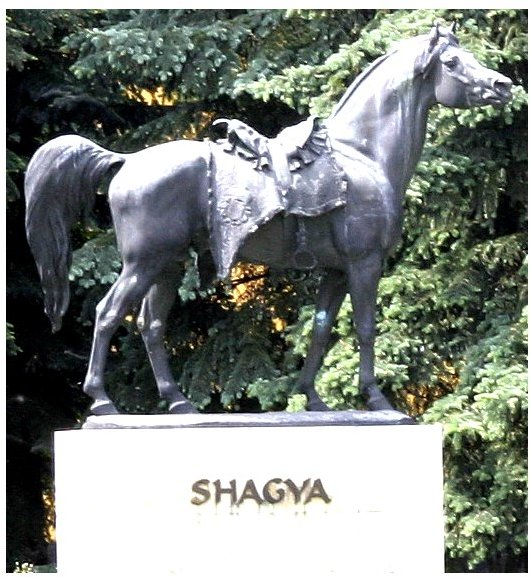
バボルナ牧場のシャギャ像

シャギャ・アラブ（ハンガリー語： shagya-arab ）またはシャギア・アラブは馬の品種のひとつ。19世紀にオーストリア・ハンガリー帝国のバボルナ、メズーヘジェシュ、ラダウツ、ピバー、トポルチャンキーといった牧場で開発されたアラブ種の馬である。今日、チェコ、オーストリア、ルーマニア、旧ユーゴスラビア諸国、ポーランド、ドイツおよびハンガリーでもっとも多く見られるが、ほかの国にも輸出され世界中で育成されている。現在の純血シャギャ・アラブの血統は、ラダウツ、バボルナ、トポルチャンキーのスタッドブックにすべての系統が遡ることができる。一部ではこの品種はアラブの一系統と考えられているが、少量の非アラブ血脈の存在によりアングロアラブまたはアラブ系種と見なされている。

## 起源
おもな基幹種牡馬の一頭が、何頭かの Kehilan および Siglavy (Seglawi) 系の祖先を持つ芦毛のアラブ（またはアラブ系とも言われる）シャギャだった。1830年シリア産で、当時の平均的なアラブより背が高く、15.2-1/2 ハンド（鬐甲位 62-60+1⁄2 インチ＝約 154-157 センチ）あった。彼は大部分、純血アラブの牝馬がほとんどいないバボルナで交配されたので、今日純粋なアラブの子孫は存在しない。バボルナやほかの牧場で繋養されたアラブ種牡馬の多くは、トルコによる東ヨーロッパの長い占領によりすでにアラブ種の大きな影響を備えていた牝馬と交配された。何頭かのサラブレッドとリピッツァナーも使われた。すべての場合において、非常に注意深く血統記録が残された。
当初これらのアシル（Asil、純血）ではないアラブの馬は、アラブ馬を表す総称語"Araberrasse"（アラブ系種）と呼ばれていたが、第二次世界大戦後シャギャの非純血種の系統が、ハンガリーでも生産されていた純血アラブと混同されるのを懸念して、馬学者のグラマツキ博士 (Dr. Gramazki) によって「シャギャ」に改められた。その際に、ほかの多くのアラブ血統もシャギャ種に含まれていたが、シャギャが実質的にあらゆる系統の祖先であったのでこの名前が選ばれた。
- 基礎種牡馬シャギャ Shagya b.1830 （写真：1836年）
- 青インクで書かれた種牡馬 Shagya IX b.1895 の血統表
- ハンガリーの伝統的な4頭立て馬車を引くシャギャ・アラブ（バボルナ 1900年）
- 種牡馬 Jussuf IV b.1918

## 血統

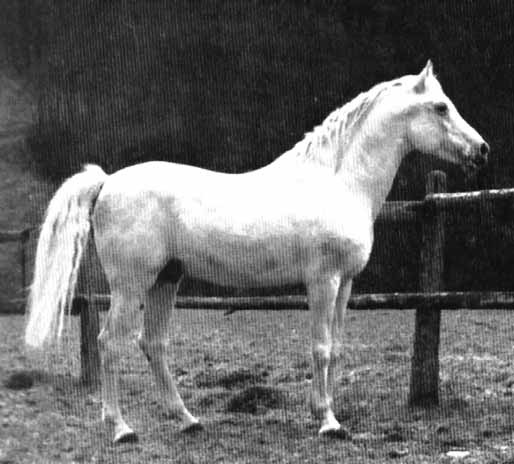
多くのシャギャ血統にも現れる純血アラブ種牡馬 Jasir （写真： Carl Raswan 1912年）

シャギャは「純血」あるいはアシル・アラブとは認められない一方、クローズド・スタッドブックと世界アラブ馬機構 (World Arabian Horse Association, WAHO) における特別な地位がある。1978年に WAHO は、純粋なバボルナとトポルチャンキーのシステムで生産されたシャギャ・アラブは「純血シャギャ・アラブ」と呼ばれ得るものであり、シャギャ生産者協会は WAHO後援の準会員として WAHO紋章の使用を許可する、と声明した。ただし、この場合の「純血種」とはその馬がそれら自身の間で純血なのであって、「純血アラブ」という用語と混同されるべきではない、とも明らかにした。一部の熱狂的ファンはハンガリーの牧場の非常に綿密な記録管理が、実際には登録により「純血」アラブと認められた一部の馬よりも、長期間完全な血統の馬を生産していたことに注目した。しかしこのような議論にもかかわらず、シャギャは異なった血統グループのままで、通常「純血アラブ」とは認められていない。

## 特徴

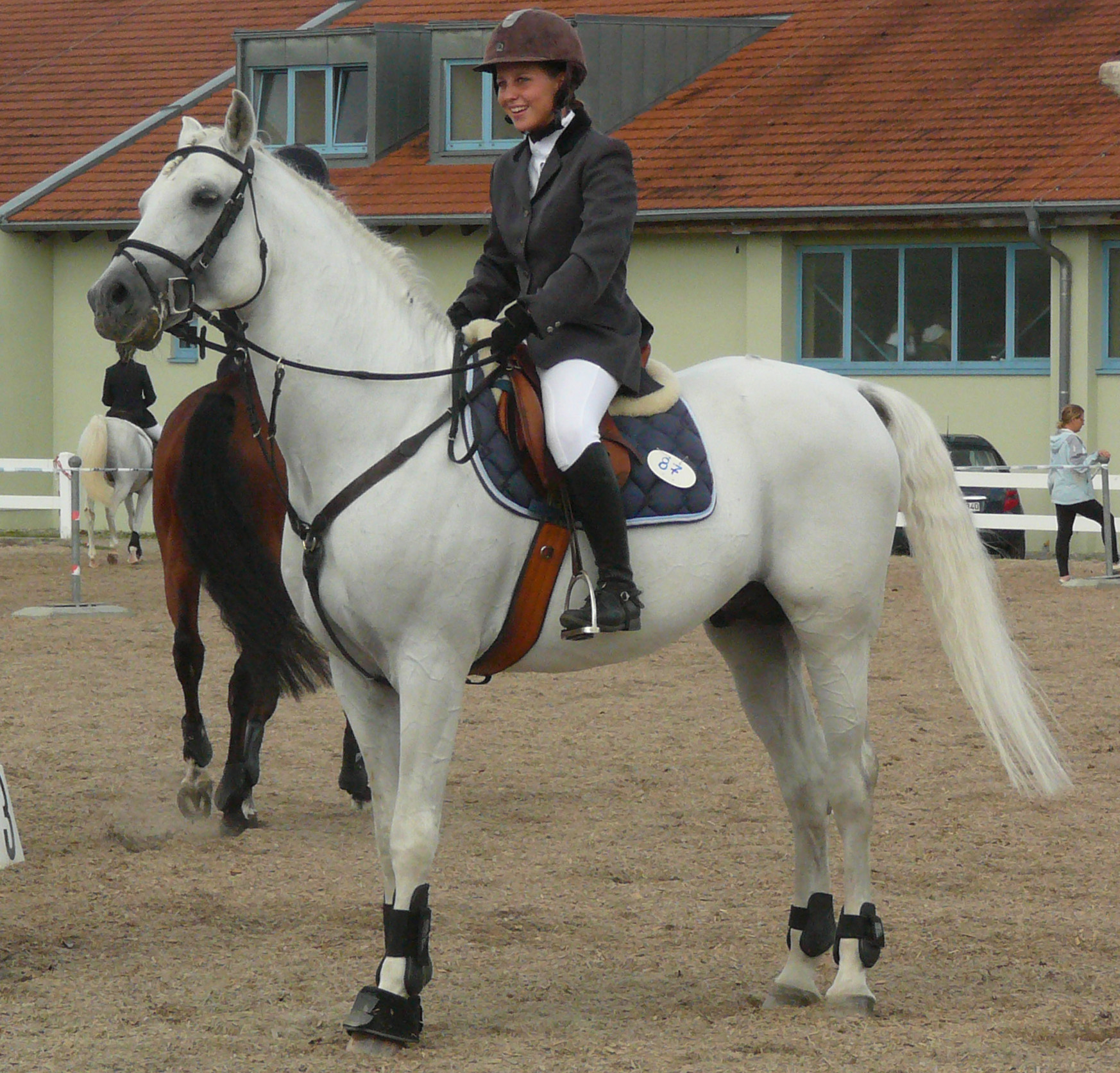
障害飛越競技でのシャギャ・アラブ（フランス）

高い位置の尾、丈夫な骨と優れた持久力で、シャギャ・アラブはアシルまたは純血アラブ馬に類似した特徴を示す。しかし非アラブ種のわずかな流入とハンガリーの牧場の育成目的のために、シャギャは純血アラブよりも背が高く、優雅さには欠け骨太な傾向がある。現代のシャギャは通常少なくとも体高 15 ハンド、一般には 16 ハンドあるが、アラブの品種スタンダードの幅は 14.1 から 15.1 ハンドとその高さには差がある。

## 用途

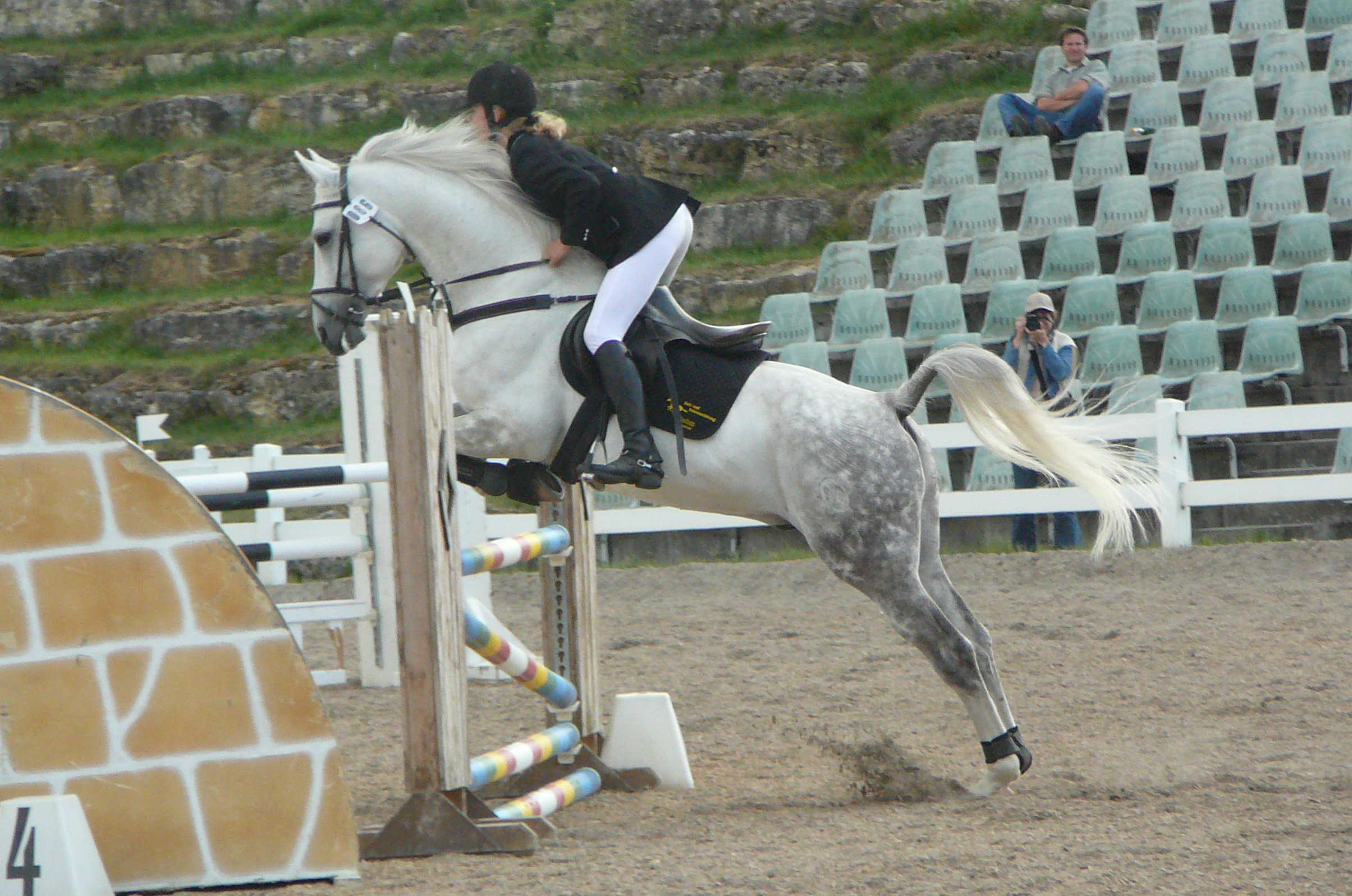
障害飛越するシャギャ・アラブ

この品種は乗用馬として認められており、馬車にも使用される。丈夫な騎兵馬だったが、現在は馬場馬術、総合馬術、エンデュランス馬術のようなスポーツ馬競技で人気がある。2006年のFEIエンデュランス世界チャンピオンはバボルナで生産されたシャギャのせん馬だった。